# ريمون عقل
ريمون إلياس عقل(1929-1992)
اديب لبناني، سياسي، صحفي وناقد فني وادبي، عمل في أكثر من مجال متفوقا. عرف أسلوبه الادبي باللاذع، والواقعي - الرمزي حتى ان بعضهم وجده سوريالي.
ولد في الدامور. تلقى دروسه الابتدائية والثانوية في معهد القديس يوسف للآباء اليسوعيين، وفي معهد الحكمة. نصرف للصحافة والأدب، فأصدر في التاسعة عشرة من عمره مجموعة قصص بعنوان«عودي إلى الوحل». وفي هذه المرحلة انحصر نشاطه بمقالات أدبية وسياسية في جريدة البيرق، ومجلة الدبور، وابتدأ يقدم قصة الأسبوع، وأحاديث في الإذاعة اللبنانية. عمل محررا في الصحف التالية: النهار، الأنوار، الحوادث، الأسبوع العربي، المجالس، الجريدة، الدبور، الراصد، العمل، الديار. تولى تحرير جريدة البيرق منفردا، بين 1967-1969. كان المدير المسؤول لمجلة لبنان العامل منذ صدورها عام 1964.
ساهم مع أعمامه (الوزير جورج عقل، وشهيد السادس من أيار: سعيد عقل، شهيد الكلمة الحرة والمواقف اللبنانية النبيلة، والمحافظ بشارة عقل، والصحفي والكاتب اسعد عقل، ونائب الاستقلال وديع عقل، (والد النائب وديع عقل)، في تأسيس مستشفى الدامور الحكومي وتجهيزه، كما سعى في إنشاء مستوصف تابع للمستشفى. كان في خدمة [الدامور] سنين عديدة، شيد كاتدرائية مار إلياس في الدامور، لكن الحرب والتهجير أرغماه التوقف عن أعمال الخير والخدمات الإنسانية.
تولى كتابة التعليق على الأنباء، وإصدار نشرة الدراسات الأجنبية في وزارة الأنباء. انصرف لتذوق الفن، فكتب عن المعارض التشكيلية وبرع كناقد فني. اختفت معظم كتبه ومخطوطاته في الحرب اللبنانية في العام 1975، حين تهجر من بلدته الدامور، نذكر منها:
- عودي إلى الوحل (مجموعة قصص)
- راحيل في ديار العرب (مسرحية)
- أفراح الأرض (مجموعة قصص)
- ملفات الدم (رواية)
- تماثيل للقتل (مجموعة قصص)
- كواكب من زجاج مكسور (مجموعة قصص)
- الهتافة (كتاب في السياسة)

تزوج عام 1966 صونيا نخلة من بكفيا، ولهما ابنة واحدة: ريتا. غيبه الموت صباح الأربعاء الواقع فيه 15 نيسان من العام 1992.
تقدم نادي التعارف - [الدامور] (علم وخبر رقم 411 أ.د، تاريخ 27/11/1972) بطلب وسام للأديب ريمون عقل لوزارة الثقافة، بتاريخ 3 تموز 1997، ولا يزال الملف قيد الدرس في القصر الجمهوري اللبناني في بعبدا.